# Natalja Bojarskaja
Natalja Sergejevna Bojarskaja (Priargoensk, 27 februari 1983) is een Russisch voormalig wielrenster.

## Carrière
Bojarskaja won in 2007 zowel het nationale kampioenschap tijdrijden als de wegwedstrijd, in beide gevallen versloeg ze Elena Gajoen. Een jaar later boekte Bojarskaja haar eerste profzege in een wedstrijd buiten Rusland, ze won de derde etappe in de Ronde van de Limousin, waar ze meer dan anderhalve minuut eerder finishte dan landgenote Tatjana Antosjina. Hierdoor nam Bojarskaja ook de leiders- en bergtrui mee naar huis. Ze won in latere jaren nog twee etappes in de Gracia-Orlová en vijf etappes in de Ronde van Adygea, net als tweemaal het eindklassement. Ze startte zevenmaal in de Ronde van Italië, haar beste eindklassering was een zestiende plaats in 2008. Ze reed in 2008 zowel de wegwedstrijd als de tijdrit op de Olympische Zomerspelen die dat jaar plaatsvonden in Beijing. Bij de tijdrit eindigde ze als zestiende, twee minuten en 22 seconden na de winnares Kristin Armstrong, in de wegwedstrijd moest Bojarskaja het doen met een 40e plaats. In het laatste jaar van haar carrière won ze voor de tweede maal zowel de wegwedstrijd als de tijdrit op de nationale kampioenschappen.

## Overwinningen
2007
 Russisch kampioene tijdrijden
 Russisch kampioene op de weg
2008
3e etappe Ronde van de Limousin
Eind- en bergklassement Ronde van de Limousin
 Russisch kampioenschap op de weg
 Russisch kampioenschap tijdrijden
2011
2e etappe Gracia-Orlová
Puntenklassement Gracia-Orlová
2012
Grote Prijs van Majkop
1e (ITT) en 4e etappe Ronde van Adygea
Eind- en puntenklassement Ronde van Adygea
 Russisch kampioenschap tijdrijden
2013
2e etappe Gracia Orlová
1e (ITT) en 2e etappe Ronde van Adygea
Eind- en puntenklassement Ronde van Adygea
2014
Proloog Ronde van Adygea
2015
 Russisch kampioenschap tijdrijden
2016
 Russisch kampioene tijdrijden
 Russisch kampioene op de weg

### Resultaten in voornaamste wedstrijden
| Jaar | Ronde van Italië | Ronde van Frankrijk | Ronde van Spanje |
| ---- | ---------------- | ------------------- | ---------------- |
| 2001 |                  |                     |                  |
| 2002 |                  |                     |                  |
| 2003 |                  |                     |                  |
| 2004 |                  |                     |                  |
| 2005 |                  |                     |                  |
| 2006 | 81e              |                     |                  |
| 2007 | opgave           | 5e                  |                  |
| 2008 | 16e              |                     |                  |
| 2009 | opgave           |                     |                  |
| 2010 | 18e              | 13e                 |                  |
| 2011 |                  |                     |                  |
| 2012 | opgave           |                     |                  |
| 2013 |                  |                     |                  |
| 2014 |                  |                     |                  |
| 2015 |                  |                     |                  |

| Jaar | Ronde van Vlaanderen | Waalse Pijl | Trofeo Alfredo Binda | Primavera Rosa |  | WK op de weg |
| ---- | -------------------- | ----------- | -------------------- | -------------- |  | ------------ |
| 2001 |                      |             |                      | 47e            |  |              |
| 2002 |                      |             |                      |                |  |              |
| 2003 |                      |             |                      |                |  | 20e          |
| 2004 |                      |             |                      |                |  | 70e          |
| 2005 |                      |             |                      |                |  |              |
| 2006 |                      |             |                      |                |  | opgave       |
| 2007 |                      | opgave      |                      |                |  | opgave       |
| 2008 | opgave               |             | 67e                  |                |  | 33e          |
| 2009 | opgave               | 16e         | opgave               |                |  |              |
| 2010 |                      |             |                      |                |  | 34e          |
| 2011 |                      | 21e         | 24e                  |                |  |              |
| 2012 | opgave               | 36e         | 70e                  |                |  |              |
| 2013 |                      |             |                      |                |  | opgave       |
| 2014 | opgave               |             | 67e                  |                |  |              |
| 2015 |                      | 55e         | 75e                  |                |  |              |

## Ploegen
- 2007 –  Fenixs-HPB
- 2008 –  Fenixs
- 2009 –  Fenixs
- 2010 –  Fenixs-Petrogradets
- 2012 –  RusVelo
- 2014 –  Servetto Footon